# EA Canada
EA Canada (от Electronic Arts Canada) е компания за разработване на електронни игри в гр. Бърнаби, провинция Британска Колумбия, Канада.
Студиото е създадено през януари 1999 г. и е най-голямото подразделение на EA Games. Компанията има 1000 служителя и е дом на най-големия отдел за тестване на видеоигри.

## Създадени игри
По-долу е изложен списък с игри, развити от EA Canada и ЕА Black Box.

### EA игри
- EA Replay
- EA Playground
- Def Jam: Fight for NY
- James Bond 007: Everything or Nothing
- Marvel Nemesis: Rise of the Imperfects
- Medal of Honor: Heroes 2
- Need for Speed: Hot Pursuit 2 (PlayStation 2)
- Need for Speed: Underground Need for Speed: Underground 2
- Need for Speed: Underground: Rivals (PSP)
- Need for Speed: Most Wanted Need for Speed: Most Wanted: 5-1-0 (PSP)
- Need for Speed: Carbon
- Need for Speed: Carbon: Own the City (PSP)
- Need for Speed: ProStreet
- Need for Speed: Undercover
- Skate
- Skate 2
- Skate It

### EA Sports
- 2006 FIFA World Cup
- FIFA 06: Road to FIFA World Cup
- FIFA Manager 06
- FIFA 07
- FIFA 08
- FIFA 09
- Fight Night: Round 4
- Facebreaker
- Celebrity Sports Showdown
- Cricket 07
- Knockout Kings
- Madden NFL 2007 (Wii)
- MVP 06 NCAA Baseball
- NBA Live 2003
- NBA Live 2004
- NBA Live 2005
- NBA Live 06
- NBA Live 07
- NBA Live 08
- NBA Live 09
- NCAA March Madness
- NHL 06
- NHL 07
- NHL 08
- NHL 09
- Rugby 06
- Rugby 08
- Total Club Manager 2005
- UEFA Euro 2004
- UEFA Euro 2008
- EA Sports Tennis 2010

### EA Sports BIG
- Def Jam Vendetta
- FaceBreaker
- FIFA Street
- FIFA Street 2
- FIFA Street 3
- NBA Street
- NBA Street Vol. 2
- NBA Street V3
- NBA Street Showdown
- NBA Street Homecourt
- NFL Street
- NFL Street 2
- NFL Street 3
- NFL Tour
- SSX
- SSX Tricky
- SSX 3
- SSX On Tour